# Place du Gouvernement (Lyon)
Pour les articles homonymes, voir Place du Gouvernement.
La place du Gouvernement est une place pavée piétonne du 5e arrondissement de Lyon.

## Situation et accès
Elle constitue une place centrale du quartier Saint-Jean, et plus généralement de tout le quartier du Vieux Lyon.
Ce site est desservi par la station de métro Vieux Lyon - Cathédrale Saint-Jean.

## Lieux notables

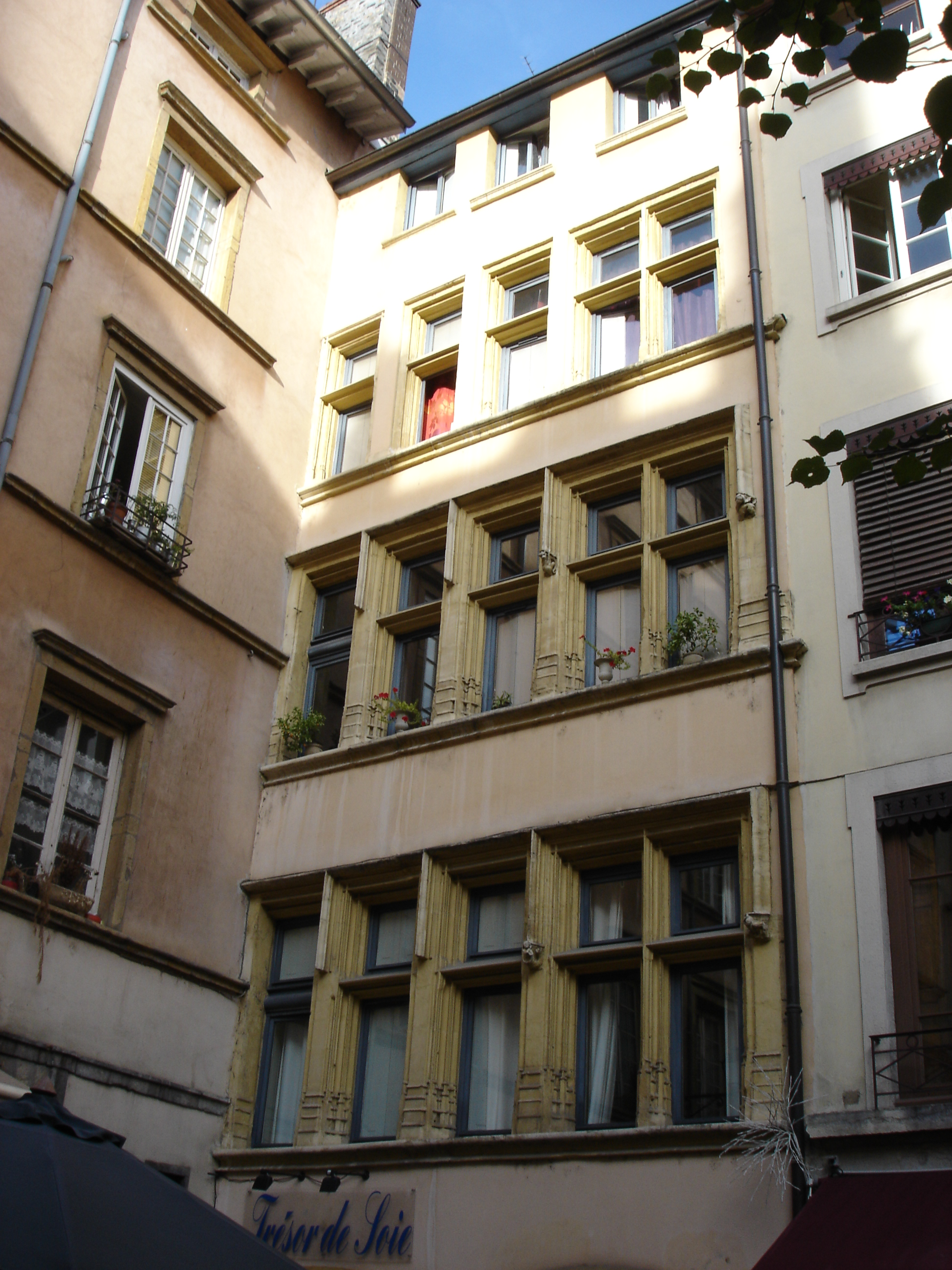
Ancien palais du gouverneur.

Au numéro 2 se trouve l'ancien palais du Gouverneur, ancêtre de la Préfecture, où les représentants du roi se réunissaient à Lyon entre 1562 et 1734, avant de déménager à l'Hôtel de ville. La maison ce nommait "Hostellerie du Gouverneur".À l'intérieur un escalier à noyau torsadé. Louis XI y a habité en 1476, Charles IX et Henri IV y sont passés en 1564. Le bâtiment est ensuite devenu une auberge.
Une traboule partant de la place rejoint le 10 quai Romain-Rolland.